# Bennedict Mathurin
Bennedict Richard Felder Mathurin, né le 19 juin 2002 à Montréal, est un joueur canadien de basket-ball évoluant aux postes d'arrière et ailier. Lors de sa carrière universitaire, Mathurin joue pour les Wildcats de l'Arizona de la conférence Pac-12. Lors de sa deuxième saison, en 2022, il est nommé joueur de l'année pour la conférence Pac-12 en plus d'être nommé sur la seconde équipe All-American.
Il est choisi en 6e position par les Pacers de l'Indiana lors de la draft (repêchage) de 2022 de la NBA. Après une première année réussie, il est sélectionné dans la All-Rookie First Team 2022-2023.

## Biographie

### Jeunesse
Originaire de l’arrondissement Montréal-Nord à Montréal, Mathurin fait ses débuts en sport à l'École primaire Adélard-Desrosiers, où il bénéficie, selon ses propres dires, du soutien notable de l'équipe-école, dans laquelle figurent Monique Desrosiers, directrice de l'établissement, et Martin Duquette, son premier entraîneur de basket-ball. Il grandit en jouant au hockey sur glace et au football canadien en tant que quart-arrière. Au secondaire, il joue pour le Collège Charles-Lemoyne et va même jusqu’à remporter le trophée du joueur par excellence (MVP) lors de sa dernière année en juvénile D1. Il joue pour l'équipe provinciale de basket-ball du Québec. En 2018, Mathurin rejoint la NBA Academy Latin America à Mexico, devenant ainsi son premier joueur né au Canada. Il s'engage à jouer au basket-ball universitaire pour l'université de l'Arizona, choisissant les Wildcats plutôt que les Bears de Baylor. Il est considéré comme le meilleur espoir canadien de sa catégorie par North Pole Hoops.

### Carrière universitaire
Le 2 janvier 2021, Mathurin inscrit 24 points et 11 rebonds lors d'une victoire 86-82 contre les Cougars de l'université d'État de Washington. Le 14 janvier, il inscrit 31 points et prend huit rebonds lors d'une victoire de 98 à 64 contre l'équipe des Beavers de l'université d'État de l'Oregon. Mathurin obtient des moyennes de 10,8 points, 4,8 rebonds et 1,2 passe décisive par match, tirant 41,8 % à trois points. Il revient pour une deuxième saison. Le 11 décembre 2021, Mathurin marque 30 points lors d'une victoire 83-79 contre les Fighting Illini de l'Illinois. Il est nommé joueur de l'année dans la conférence Pac-12 (en).
En mars 2022, au deuxième tour du tournoi final universitaire (la March Madness), Mathurin marque 30 points et prend 8 rebonds pour permettre la victoire des Wildcats face aux Horned Frogs de TCU (85-80 en prolongation). Les Wildcats sont éliminés au tour suivant par les Cougars de Houston.
Le 13 avril 2022, il se présente pour la draft 2022 où il est attendu parmi les quinze premiers choix.

### Carrière professionnelle

#### Pacers de l'Indiana (depuis 2022)
Lors de la draft 2022, il est choisi en 6e place par les Pacers de l'Indiana.
Il est sélectionné dans la All-Rookie First Team de la saison 2022-2023. Réussissant son entrée dans la ligue américaine, il est placé 4e au classement du NBA Rookie of the Year 2023 remporté par Paolo Banchero.
Toujours très utilisé en sortie de banc par les Pacers en 2023-2024, Mathurin perd du temps de jeu et marque moins de points par rapport à sa première saison (28,5 minutes contre 26,1 et 16,7 points contre 14,5). Son adresse à trois points s'améliore (de 32,3 % à 37,4 %) de même que son nombre moyen de passes décisives (1,5 à 2). Il remporte d'ailleurs le titre de MVP lors du Rising Stars Challenge 2024. Une blessure au mois de mars 2024 interrompt sa saison, alors son équipe file vers les playoffs.
Lors de la saison 2024-2025, Mathurin est plus souvent utilisé dans le cinq majeur des Indiana Pacers. Il réalise même son record en carrière (38pts) le 10 novembre 2024 lors d'une victoire face aux Knicks de New York.

### Carrière en équipe nationale
Mathurin joue pour le Canada à la Coupe du monde FIBA des moins de 19 ans 2021 à Riga et à Daugavpils, en Lettonie, après avoir manqué la sélection dans l'équipe qui participe au Tournoi de qualification olympique 2020. Le 4 juillet 2021, il marque 30 points, tirant à 11 sur 15 et à 6 sur 9 à trois points, lors d'une victoire de 100 à 75 en phase de groupe contre le Japon. Une semaine plus tard, Mathurin marque 31 points pour mener le Canada à une victoire de 101 à 92 contre la Serbie dans le match pour la troisième place et remporter la médaille de bronze. Il obtient des moyennes de 16,1 points et quatre rebonds par match dans le tournoi.

## Palmarès

### NBA
- NBA All-Rookie First Team en 2023.
- Vainqueur du Skills Challenge lors du NBA All-Star Week-end 2024.
- MVP du Rising Stars Challenge 2024[20].
- Vainqueur de la conférence Est en 2025 avec les Pacers de l'Indiana

### Université
- Consensus second-team All-American en 2022
- Joueur de l'année de la conférence Pac-12 en 2022
- First-team All-Pac-12 en 2022
- Pac-12 tournament MOP en 2022
- Pac-12 All-Freshman Team en 2021

### Équipe nationale
- Médaille de bronze de la coupe du monde des moins de 19 ans

## Statistiques

### Universitaires
| Saison    | Équipe   | Matchs | Titul. | Min./m | % Tir | % 3pts | % LF | Rbds/m. | Pass/m. | Int/m. | Ctr/m. | Pts/m. |
| --------- | -------- | ------ | ------ | ------ | ----- | ------ | ---- | ------- | ------- | ------ | ------ | ------ |
| 2020-2021 | Arizona  | 26     | 12     | 25,0   | 47,1  | 41,8   | 84,6 | 4,77    | 1,15    | 0,69   | 0,08   | 10,77  |
| 2021-2022 | Arizona  | 37     | 37     | 32,6   | 45,0  | 36,9   | 76,4 | 5,62    | 2,54    | 0,97   | 0,27   | 17,70  |
| Carrière  | Carrière | 63     | 49     | 29,5   | 45,6  | 38,3   | 78,9 | 5,27    | 1,97    | 0,86   | 0,19   | 14,84  |

### Professionnelles

#### Saison régulière
| Saison    | Équipe   | Matchs | Titul. | Min./m | % Tir | % 3pts | % LF | Rbds/m. | Pass/m. | Int/m. | Ctr/m. | Pts/m. |
| --------- | -------- | ------ | ------ | ------ | ----- | ------ | ---- | ------- | ------- | ------ | ------ | ------ |
| 2022-2023 | Indiana  | 78     | 17     | 28,5   | 43,4  | 32,3   | 82,8 | 4,08    | 1,49    | 0,62   | 0,17   | 16,69  |
| 2023-2024 | Indiana  | 59     | 19     | 26,1   | 44,6  | 37,4   | 82,1 | 3,97    | 2,02    | 0,59   | 0,24   | 14,51  |
| 2024-2025 | Indiana  | 72     | 49     | 29,9   | 45,8  | 34,0   | 83,1 | 5,32    | 1,89    | 0,65   | 0,33   | 16,06  |
| Carrière  | Carrière | 209    | 85     | 28,3   | 44,6  | 34,2   | 82,8 | 4,47    | 1,78    | 0,62   | 0,24   | 15,86  |

## Records sur une rencontre en NBA
Les records personnels de Bennedict Mathurin en NBA sont les suivants, :
| Type de statistique        | Saison régulière | Saison régulière        | Saison régulière |
| Type de statistique        | Record           | Adversaire              | Date             |
| -------------------------- | ---------------- | ----------------------- | ---------------- |
| Points                     | 38               | Knicks de New York      | 10 novembre 2024 |
| Paniers marqués            | 13               | Knicks de New York      | 10 novembre 2024 |
| Paniers tentés             | 22               | @ Lakers de Los Angeles | 28 novembre 2022 |
| Paniers à 3 points réussis | 7                | Knicks de New York      | 10 novembre 2024 |
| Paniers à 3 points tentés  | 9                | 5 fois                  | 5 fois           |
| Lancers francs réussis     | 13               | Magic d'Orlando         | 6 novembre 2024  |
| Lancers francs tentés      | 16               | Jazz de l'Utah          | 4 avril 2025     |
| Rebonds offensifs          | 5                | 2 fois                  | 2 fois           |
| Rebonds défensifs          | 11               | @ Nets de Brooklyn      | 20 mars 2025     |
| Rebonds totaux             | 16               | @ Nets de Brooklyn      | 20 mars 2025     |
| Passes décisives           | 8                | @ Pistons de Détroit    | 11 décembre 2023 |
| Interceptions              | 3                | Mavericks de Dallas     | 25 février 2024  |
| Contres                    | 2                | 3 fois                  | 3 fois           |
| Balles perdues             | 6                | Knicks de New York      | 5 avril 2023     |
| Minutes jouées             | 43               | Celtics de Boston       | 30 octobre 2024  |

- Double-double : 11
- Triple-double : 0

Dernière mise à jour : 20 mars 2025

## Vie privée
Mathurin est d'origine haïtienne. Sa sœur aînée, Jennifer, a joué au basket-ball universitaire pour le Wolfpack de North Carolina State. Quand Mathurin avait 12 ans, son frère de 15 ans meurt dans un accident de vélo. Il parle anglais, français et créole.